# Флаг Кизильского района
Флаг Кизи́льского муниципального района — официальный символ Кизильского муниципального района Челябинской области Российской Федерации. Учреждён 24 декабря 2002 года.

## Описание
«Флаг Кизильского района представляет собой прямоугольное полотнище с соотношением ширины к длине 2:3, разделённое по вертикали на 5 равных частей (полос): в центре синюю, по сторонам от неё две красные и по краям — фиолетово-малиновые, отделённые от красных жёлтой изогнутой полосой в виде стенных зубцов, в 1/30 длины; поверх синей и красных полос изображены две жёлтые сабли накрест в 2/3 ширины полотнища».

## Обоснование символики
Основой композиции флага Кизильского района послужили топонимика названия района, исторические, географические, иные местные особенности.
Вся композиция флага указывает на исторический факт основания в 1743 году районного центра — села Кизильского, как крепости на сторожевой линии Троицк—Орск. С середины XIX века крепость стала казачьей станицей — об этом говорят жёлтые сабли накрест.
Жёлтый цвет (золото) — это цвет солнца, богатства, зерна, плодородия, символизирует величие, уважение, великолепие.
Название центра района отражено во флаге красным цветом: «кизил» («кызыл») в переводе с тюркского «красный» «красивый», «видный», «нарядный», тем самым желая флаг полугласным.
Красная, синяя, красная части полотнища аллегорически показывают Кизильский район, расположенный на реке Урал, являющийся естественной границей между Европой и Азией: часть жителей района живут на правом берегу, в Европе, часть — на левом берегу, в Азии.
Синий цвет (лазурь) в геральдике — символ величия, красоты, преданности. В геральдике символ красоты, истины, чести и добродетели.
Особенности района показаны во флаге фиолетово-малиновым цветом: район известен памятниками археологии («Страна городов» — музей-заповедник «Аркаим»), природы (гора Чека высотой 607 м с украшенной останцами вершиной, утёсы «Семь братьев»). Кроме того, по территории Кизильского района проходит знаменитый Яшмовый пояс, протянувшийся по восточному склону Уральского хребта, имея общую протяжённость 1200 км. Красота и богатство рисунка и цвета уральской яшмы известны за пределами России.
Фиолетово-малиновый цвет (пурпур) означает достоинство, славу, почёт, величие.